# Landeskirchliches Archiv Greifswald
Das Landeskirchliche Archiv Greifswald der Evangelisch-Lutherischen Kirche in Norddeutschland ist seit dem 1. Juni 2012 eine der beiden Außenstellen des Landeskirchlichen Archivs der Nordkirche. Wie zuvor der Pommerschen Evangelischen Kirche dient es dem Pommerschen Evangelischen Kirchenkreis mit Sitz in Greifswald als das Endarchiv der landeskirchlichen Einrichtungen und Ämter sowie der kirchenleitenden Organe. Es dient der Aufbewahrung, Erschließung und Sicherung des archivwürdigen Schriftgutes der pommerschen Landeskirche. Daneben führt es die Fachaufsicht über die Archive der Kirchengemeinden und Kirchenkreise sowie die historischen Bibliotheken. Als öffentliches Archiv ermöglicht es den Zugriff auf Archivmaterialien zum Zwecke der wissenschaftlichen Forschung sowie der Heimat-, Orts- und Familiengeschichtsforschung.

## Geschichte
Nach dem Zweiten Weltkrieg wurde das Konsistorium der Provinz Pommern von Stettin nach Greifswald verlegt. Der überwiegende Teil der Archivbestände musste in Stettin zurückgelassen werden oder war bereits durch Kriegseinwirkungen zerstört worden. Mit einem Bestand aus Hinterpommern geretteter Kirchenbücher als Grundstock wurde ab 1946 das damalige Provinzialkirchenarchiv eingerichtet.
1950 bezog das Archiv ein Gebäude am Greifswalder Karl-Marx-Platz 15. Um 1960 befand sich das Archiv noch im Aufbau und wurde vom Präsidialamt der Landeskirche mitverwaltet. Die Anlage einer Findkartei war noch in Planung. Zu den Archivalien gehörten bereits ein Bildarchiv, eine Sammlung von Zeitungsausschnitten sowie eine Kollektion von Siegelstempeln. Ab 1975 erfolgte die Leitung durch einen hauptamtlichen Archivar.

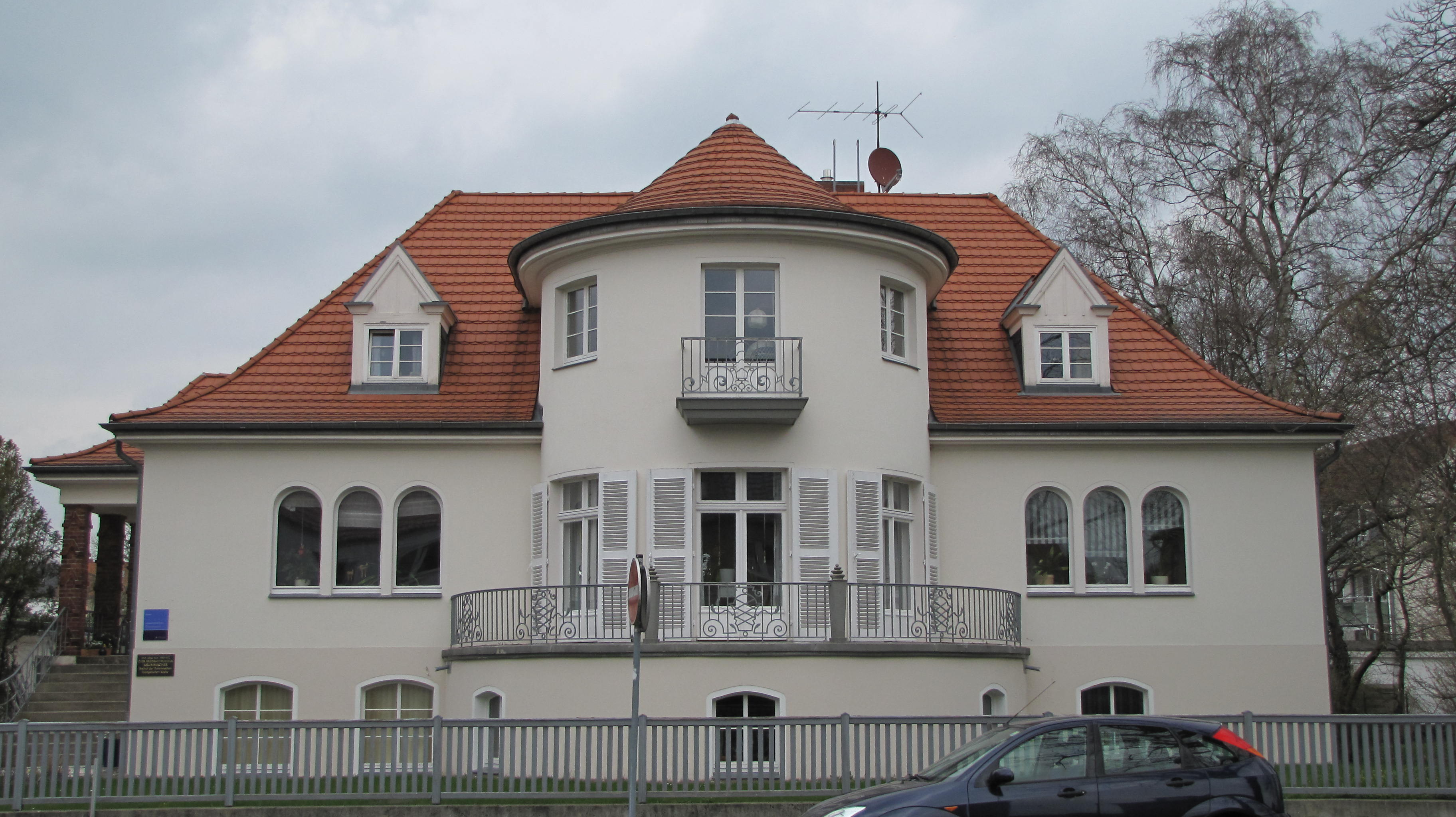
Rudolf-Petershagen-Allee 3: Sitz des Landeskirchlichen Archivs in Greifswald

Im August 2000 erfolgte der Umzug des Archivs ins Bischofshaus in der Greifswalder Rudolf-Petershagen-Allee 3. Dieser Standort wurde im Herbst 2014 aufgegeben, ein neuer Standort steht noch nicht fest. Nachdem das Klima in den Archivräumen sich erheblich verschlechtert hatte, musste das Archiv kurzfristig geräumt werden. Die Archivbestände sind in einem Zwischenlager untergebracht, eine reguläre Benutzung ist zurzeit nicht möglich.

## Bestände
Der Aktenbestand im Landeskirchlichen Archiv Greifswald beläuft sich auf etwa 400 Meter. Davon sind 27 laufende Meter durch Findmittel erschlossen (Stand 2005). Die restlichen Akten sind noch unverzeichnet. Den größten Anteil am Aktenbestand nehmen die Generalakten des Konsistoriums sowie die ab 1945 entstandenen Spezialakten zu Grundstücken, Bauten und Landwirtschaften im Eigentum der PEK und zu Visitationen ein.
Ungefähr 360 Kirchenbücher sowie Posttagebücher, Lagerbücher, Chroniken, Protokollbücher und Kirchenrechnungen aus verschiedenen hinterpommerschen Kirchengemeinden, vor allem aus den Kirchenkreisen Naugard und Daber, gehören zum meistgenutzten Bestand des Archivs. Vorpommersche Kirchenbücher, vor allem aus den Bereichen der Amtsgerichte Anklam, Greifswald, Loitz und Wolgast, sind meist als Duplikate vorhanden. Außerdem befinden sich die Kirchenbücher der Garnisonskirche in Stettin sowie der Garnisonen Naugard und Swinemünde im Archiv.
Weitere Akten stammen von den Provinzial- und Landessynoden von 1946 bis 1991 und der Kirchenleitung der PEK. Aufbewahrt werden auch die Akten der Bischofskanzleien der Bischöfe Karl von Scheven, Friedrich-Wilhelm Krummacher und Horst Gienke. Neben Deposita aus einigen Kirchengemeinden und Superintendenturen befindet sich hier unter anderem der Nachlass  des Kirchenhistorikers Hellmuth Heyden.

## Archivare
- 1975–1991 Joachim Wächter, Diplomarchivar
- 1991–1993 Vakanz
- 1993–1996 Carlies Maria Raddatz, Kirchenarchivrätin
- seit 1996 Ulrike Reinfeldt, Diplomarchivarin